# HD 147352
HD 147352，又名BD+49 2491，SAO 46025、HR 6090，是一颗恒星，视星等为5.91，位于銀經76.31，銀緯44.75，其B1900.0坐标为赤經16h 16m 23.5s，赤緯+49° 44.75′ 39″。